# Howie Shannon
Howard Shannon (ur. 10 czerwca 1923 w Manhattan, zm. 16 sierpnia 1995 w Plano) – amerykański koszykarz, występujący na pozycjach obrońcy oraz skrzydłowego, trener koszykarski.

## Osiągnięcia
NCAA
- Zaliczony do II składu All-American (1948 przez Helms)[1]

BAA
- Nieoficjalny Debiutant Roku (1949)[2]

Trenerskie
- Uczestnik:
  - igrzysk olimpijskich (1960 – 13. miejsce)[3]
  - NCAA Final Four (1958, 1964)
  - NCAA Elite Eight (1959, 1961)
  - NCAA Sweet Sixteen (1956)